# Karl Schrögler
Karl Schrögler (ur. 23 września 1905, zm. 2 lutego 1949 w Landsberg am Lech) – zbrodniarz hitlerowski, blokowy (Blockführer) w obozie koncentracyjnym Gusen w latach 1941–1943. Skazany na karę śmierci przez powieszenie przez amerykański Trybunał Wojskowy w Dachau. Stracony w więzieniu Landsberg w lutym 1949.